# 을사조약
을사조약(乙巳條約) 또는 을사늑약(乙巳勒約)은 1905년 11월 17일 일본 제국이 대한제국의 외교권을 박탈하기 위해 일본군을 동원하여 강제로 체결한 조약이다. 대한제국의 외부대신 박제순과 일본 제국의 주한 공사 하야시 곤스케에 의해 체결되었다. 불평등 조약임을 강조하기 위해서다.
1904년 러일전쟁에서 승리한 일본 제국은 1905년 7월 가쓰라-태프트 밀약을 통해 미국으로부터 일본 제국의 한국에 대한 종주권을 인정받았으며, 8월에는 제2차 영일동맹을 통해 영국으로부터도 한국에 대한 지도 감리 및 보호의 권리를 인정받은 뒤, 대한제국의 외교권을 박탈하기 위해 이 조약을 강제하여 체결하였다. 1965년에 박정희 정부와 일본 정부는 한일 국교를 정상화하는 한일기본조약의 제2조를 통해 이 조약이 ‘이미 무효’임을 상호 확인하였다.
체결 당시에는 아무런 명칭이 정해지지 않아 조약안 원본의 제목이 없었다. 대한제국이 멸망한 후 조선총독부에서 편찬한 고종실록에는 한일협상조약(韓日協商條約)으로 기재되었다. 을사년(1905년)에 체결되었기 때문에 불평등 조약임을 강조하는 목적으로는 을사늑약(乙巳勒約) 으로 한다. 일본어로는 보통 제2차 일한협약(일본어: 第二次日韓協約 다이니지닛칸쿄야쿠[*]) 또는 일한보호협약(일본어: 日韓保護条約 닛칸호고조야쿠[*])이라고 부른다.

## 배경
일본에서 정한론(征韓論)이 대두된 1860년대 이후로 일본은 한국 보호국화를 서서히 실현시켜 갔다. 청일전쟁에 승리하여 청나라의 한국 간섭을 배제하고, 1900년 이후 일본제국은 한국 보호국화를 국제법상 합법으로 만들기 위해 대한제국을 둘러싼 열강과 한반도 문제를 치밀하게 조율했다. 1902년 영국과 일본 사이의 제1차 영일동맹 등으로 보호국화를 진행한다.
일본제국은 러시아제국에 대해 선전포고를 하기에 앞서 1903년 12월에 이미 대한제국을 일본제국의 영향력 아래에 둘 것을 내각회의에서 결정하였다.
1904년 2월 4일 일본제국은 어전회의에서 러시아제국과의 교섭 단절을 의결, 2월 6일 러시아제국에 국교단절 전보를 발신하였다. 이틀 뒤인 2월 8일 인천항에 정박 중인 러시아 군함 2척과 여순항의 군함 2척을 불시에 격침하고 군사를 남양만과 백석포에 상륙시킴으로써 러일전쟁을 일으킨다.:4~5
이어 2월 9일에 일본제국은 러시아제국이 만주를 병탄할 위험이 있으며, 그 결과 대한제국의 영토보전이 위태롭다는 명분으로 황성(서울)에 군대를 진주시켜 대한제국 황성을 점령한다. 다음날 2월 10일 러시아 제국에 뒤늦은 선전포고를 하였다.:5:14-15
일본제국은 1905년 1월 여순전투, 3월 봉천 회전, 5월 동해해전으로 결정적인 승기를 잡는다.:13 1905년 6월 12일 러일전쟁에서 일본이 승리한다. 9월 5일 체결된 포츠머스 강화조약에 따라 러시아제국은 대한제국에서 손을 뗀다.
전쟁 중 및 전후에 일본제국은 한국에 대한 종주권을 인정 받기 위한 조치를 취했다. 1905년 7월 29일 가쓰라태프트밀약을 통해 미국으로부터 일본제국의 한국에 대한 종주권을 인정받았으며, 8월 12일에는 제2차 영일동맹조약을 통해 영국으로부터도 한국에 대한 지도 감리 및 보호의 권리를 인정받는다.:14-15 9월 5일 포츠머스 조약에서 러시아제국이 일본의 한국 보호국화를 양해하기까지 39일 만에 체결한다. 뒤이어, 그와 같은 수준으로 프랑스가 이를 양해한 9월 9일의 프랑스 총리이자 외무장관을 겸임한 루비에(Rouvier)와 주불 영국대사 버티(Bertie) 간의 한반도 문제 협의와 조율이 이루어진다. 또한 일본이 한반도를 지배케 하자는 합의가 9월 27일 독일대사를 통한 미국과 독일 간의 카이저-루즈벨트 합의도 맺어진다.:14
한편 1904년 1월 6일 영국은 만주에서의 일본인 지위 및 한반도에서의 러시아의 중립지대 설치 제한 등의 제안하고 희망했다. 고종황제는 1월 21일 지부(芝罘)로 밀사를 파견하여 대한제국의 전시국외중립을 선언하였다. 그것은 고종의 적극적인 비전장화 및 독립 유지를 위한 노력이었고 철저한 보안유지와 주도면밀한 신속성으로 단행되었기 때문에 중립 선포가 전해지자 모두들 깜짝 놀랐다. 1월 22일자로 대한제국과 모종의 동맹조약을 체결할 것이라고 일본제국 정부에 공언한 주한 일본공사 하야시(林權助)는 낭패하였다. 이튿날 22일에는 대한제국 중립에 대한 영국 정부의 승인 훈령이 외부에 도달하였고, 프랑스·독일·이탈리아·덴마크·청나라도 이를 승인하였다.:14
그런데도, 2월 8일 개전한 일본제국은 중립선언을 무시하고 이튿날 9일 대한제국 황성을 공격하여 점령하였다. 13일에는 하야시 공사가 외부대신서리 이지용(李址鎔)에게 “대한제국 황실의 안전강녕과 대한제국의 독립과 영토 보전”이라는 상투적으로 써온 구실을 일본이 보장해주는 내용으로 의정서를 체결하자고 공식 제의한다. 20일 저녁에 고종은 알렌(H.N.Allen)에게 미국 공사관으로 피신 가능성을 타진하며 일본의 위압적 자세를 전하였다. 미국은 그 상황에 대해 관심은 가졌지만 황제의 요청에 대해 어떤 암시도 주지 않았다.:14
2월 23일 대한제국에 한일의정서 체결을 강요하여 이른바 공수동맹을 맺고 전쟁에 대해 지원받았다. 한일의정서는 상투적 구실을 이유로 대한제국이 일본제국에 요청하는 형식으로 작성되었다. 또한 한일 양국이 동의해야만 의정서의 취지에 반하는 외교협약을 체결할 수 있다는 내용이 담겨서, 사실상 대한제국의 외교권을 박탈함을 나타낸다. 대러시아 전쟁도 대한제국 황제가 요청하여 대한제국의 독립과 영토 보전을 위해 수행한다는 내용을 담았다. 뒤이어 3월 11일에 일본군의 한국임시파견대가 한국주차군으로 공식 개편되면서, 대한제국은 러일전쟁 및 중국침략을 위한 전략적 후방기지가 된다.:15
8월 22일 제1차 한일협약을 맺고 대한제국 내정에 간섭한다.:14-15

## 조약체결

### 체결의 경위

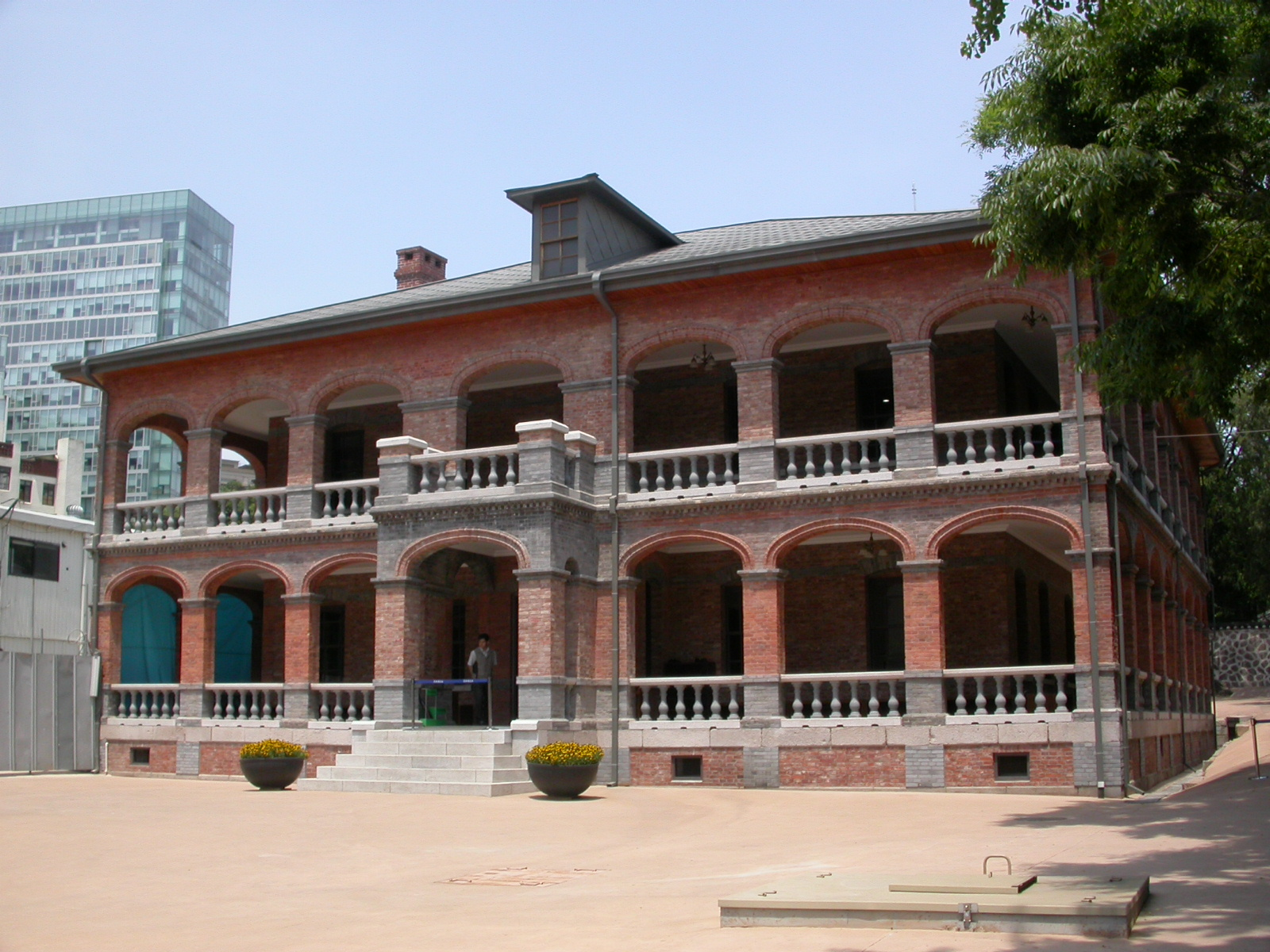
을사조약이 조인된 중명전

일본제국은 1905년 11월 추밀원장이었던 이토 히로부미를 고종 위문 특파 대사 자격으로 파견하여 대한제국의 보호국화를 위한 조약체결에 나서게 된다.
1905년 11월 9일 서울에 온 이토 히로부미는 다음 날인 11월 10일 대한제국 고종에게 “짐이 동양평화를 유지하기 위하여 대사를 특파하노니 대사의 지휘를 일종 하여 조치하소서.”라는 일본 천황의 친서를 바쳐 고종을 위협한다. 11월 15일 다시 고종에게 한일협약안을 제시하면서 조약체결을 강압적으로 요구했다.
이 무렵, 주(駐)한국 일본제국 공사 하야시 곤스케와 주(駐)한국 일본제국군 사령관 하세가와(長谷川)가 일본제국으로부터 증원군을 파송 받아 덕수궁 중명전 내외에 물 샐 틈 없는 경계망을 펴고 포위함으로써 대한제국 황궁은 공포 분위기에 싸여 있었다.
이토 히로부미의 집요한 강요에도 불구하고 고종이 조약 승인을 거부하자 일본제국은 전략을 바꾸어 조정 대신들을 상대로 매수와 회유에 나섰다. 하야시 곤스케는 11월 11일 외부대신 박제순을 일본제국 공사관으로 불러 조약체결을 강박하고, 같은 시간 이토 히로부미는 모든 대신과 원로대신 심상훈(沈相薰)을 그의 숙소로 불러 조약체결에 찬성하도록 하였다.
일찍이 일본제국에 협조하던 이지용과 이완용 등의 친일파와 이토 히로부미는 재차 고종을 압박했으나 고종과 내각은 당연히 받아들이지 않았다.
결국 11월 17일 각부 대신들을 일본제국 공사관에 불러 한일협약의 승인을 꾀하였으나 오후 3시가 되도록 결론을 얻지 못하자, 궁중에 들어가 어전회의를 열게 했다. 어전회의에서는 일본제국의 각종 압박에도 불구하고 역시 거부한다는 결론이 나왔다. 그러자 이토 히로부미는 주한 일본제국군 사령관이었던 하세가와를 대동하고 헌병의 호위를 받고 들어와서 한 사람 한 사람에게 의견을 물어보기 시작한다.
이토 히로부미는 직접 메모 용지에 연필을 들고 대신들에게 가부(可否)를 따져 물었다. 그때 갑자기 한규설 참정대신이 소리 높여 통곡하기 시작했던지라 별실로 데리고 갔는데, 이토 히로부미가 “너무 떼를 쓰거든 죽여 버리라.”라고 고함을 쳤다. 참정 대신 한규설(韓圭卨), 탁지부 대신 민영기, 법부 대신 이하영만이 무조건 불가(不可)를 썼고, 학부 대신 이완용, 군부 대신 이근택, 내부 대신 이지용, 외부 대신 박제순, 농상공부 대신 권중현은 책임을 고종에게 전가하면서 찬의를 표시하였다. 이때, 찬성한 다섯 명을 을사오적이라 한다.
이토 히로부미는 각료 8대신 가운데 5대신이 찬성하였으니 조약 안건은 가결되었다고 선언하고, 궁내 대신 이재극을 통해 그날 밤 고종의 칙재(勅裁)를 강요하였다. 그리고 같은 날짜로 외부 대신 박제순과 일본제국 공사 하야시 곤스케 간에 이른바 이 협약의 정식 명칭인 ‘한일협상조약’이 체결되었다.
이와 관련하여 국새와 외무대신의 관인은 훔쳐서 날인했다는 고종의 증언이 존재한다. 서명은 다음날인 11월 18일 새벽 1시에서 2시 사이에 이루어졌다.

### 조약 내용
조약은 전문과 5개 조항, 결문, 외부대신 박제순과 일본특명전권공사 하야시의 서명으로 되어 있다. 전문에는 ‘한국 정부와 일본국 정부의 공통 이해를 위해 한국이 부강해질 때까지’라는 형식상의 명목과 조건이 붙어 있다.

1. 일본국 정부는 재동경 외무성을 경유하여 한국의 외국에 대한 관계 및 사무를 감리, 지휘하며, 일본국의 외교대표자 및 영사가 외국에 재류하는 한국인과 이익을 보호한다.
2. 일본국 정부는 한국과 타국 사이에 현존하는 조약의 실행을 완수하고 한국 정부는 일본국 정부의 중개를 거치지 않고 국제적 성질을 가진 조약을 절대로 맺을 수 없다.
3. 일본국 정부는 한국 황제의 궐하에 1명의 통감을 두어 외교에 관한 사항을 관리하고 한국 황제를 친히 만날 권리를 갖고, 일본국 정부는 한국의 각 개항장과 필요한 지역에 이사관을 둘 권리를 갖고, 이사관은 통감의 지휘하에 종래 재한국 일본 영사에게 속하던 일체의 직권을 집행하고 협약의 실행에 필요한 일체의 사무를 맡는다.
4. 일본국과 한국 사이의 조약 및 약속은 본 협약에 저촉되지 않는 한 그 효력이 계속된다.
5. “일본국 정부는 한국 황실의 안녕과 존엄의 유지를 보증한다”는 것을 주요 내용으로 한다.

## 체결 직후
제2차 한일협약의 체결로 한국 내의 공사관들은 모두 철수하였다. 한국에는 통감부가 설치되고 초대 통감으로 이토 히로부미가 취임하였다. 이 조약의 강압은 대한제국을 보호국으로 삼고, 식민지화하려는 일본제국의 흉계가 숨겨져 있었다. 이 이후에 한일신협약과 기유각서 등을 이완용의 내각과 일본제국의 한국통감부 사이에서 체결하여, 한국의 국권을 점차 침탈해갔다. 1910년(융희 4년)에는 한일병합조약이 체결되어 대한제국은 멸망한다.

### 반대 운동

윤치호

을사조약의 체결은 한국 내에서의 반발을 불러일으켰고 거국적인 항일운동(을사의병 참조)이 전개되었으나, 고종이 해산 권고를 하였고 일제도 이를 억압하였다. 1905년 12월 1일 윤치호는 한성부 저잣거리에서 조약의 무효를 주장하였고, 그날 을사조약에 서명한 대신들을 처벌할 것을 상소하였다.
| “ | 지난 갑오경장(甲午更張) 이후로 자주권과 독립의 기초를 남에게 의지한 적 없이 여유 있게 지켜온 지 이제 10년이 되었습니다. 그런데 내정이 잘 다스려지지 않아 하소연할 데 없는 백성들이 모두 죽음의 구렁텅이에 빠졌고 외교를 잘못하여 조약을 체결한 나라와 동등한 지위에 설 수 없게 되었습니다. 이것은 폐하께서 하찮은 소인들에게 눈이 가리어졌기 때문입니다. 궁실을 꾸미는 데 힘쓰게 되니 토목 공사가 그치지 않았고, 기도하는 일에 미혹되니 무당의 술수가 번성하였습니다. 충실하고 어진 사람들이 벼슬을 내놓고 물러나니 아첨하는 무리들이 염치없이 조정에 가득 찼고, 상하가 잇속만을 추구하니 가렴주구 하는 무리들이 만족할 줄을 모른 채 고을에 널렸습니다. 개인 창고는 차고 넘치는데 국고(國庫)는 고갈되었으며 악화(惡貨)가 함부로 주조되고 민생은 도탄에 빠졌습니다. 그리하여 두 이웃 나라가 전쟁을 일으키고 우리나라에 물자를 자뢰하니 온 나라가 입은 피해는 실로 우리의 탓이었습니다. 심지어 최근 새 조약을 강제로 청한 데 대하여 벼슬자리를 잃을까 걱정하는 무리가 끝끝내 거절하지 않고 머리를 굽실거리며 따랐기 때문에 조정과 재야에 울분이 끓고 상소들을 올려 누누이 호소하게 되었습니다. 하나로 일치된 충성심과 애국심은 어두운 거리에 빛나는 해나 별과 같고 홍수에 버티는 돌기둥과 같다고 할 것입니다. 지난날의 조약을 도로 회수해 없애버릴 방도가 있다면 누가 죽기를 맹세하고 다투어 나아가지 않겠습니까마는, 지금의 내정과 지금의 외교를 보면 어찌 상심해서 통곡하지 않을 수 있겠습니까? 만일 지금이라도 든든히 가다듬고 실심으로 개혁하지 않는다면 종묘사직과 백성들은 필경 오늘날의 위태로운 정도에 그치지 않을 것입니다. 독립의 길은 자강(自強)에 있고 자강의 길은 내정을 닦고 외교를 미덥게 하는 데 있습니다. 오늘날의 급선무는 일을 그르친 무리를 내쫓음으로써 민심을 위로하고 공명정대한 사람들을 조정에 불러들여 빨리 치안을 도모하며, 토목 공사를 정지하고 간사한 무당들을 내쫓으며 궁방(宮房)의 사재 축적을 엄하게 징계하고 궁인(宮人)들의 청탁으로 벼슬길에 나서게 되는 일이 없게 할 것입니다. 자강의 방도와 독립의 기초가 여기에 연유하지 않은 것이 없으니, 삼가 바라건대 폐하께서는 힘쓰고 힘쓰소서. | ” |
|   | — 조선왕조실록 고종실록, 대한 광무 9년 양력 12월 1일 자 5번째 기사 |   |

그러나 고종은 윤치호의 상소에 내심 동의하면서도 관련자들을 처벌하지 않았다. 윤치호는 12월 내내 한성부를 왕래하며 을사조약이 무효임을 선언한 전단을 배포했다. 이후 강원도 삼척군과 울진군에서 을사조약 무효 선언과 동시에 의병이 일어났고 쇠퇴해가던 의병 활동에 불을 지피는 계기를 마련한다.

### 관가 여악 제도의 폐지
을사조약으로 1905년 관청 소속의 여악(女樂)이 폐지되고 1908년에는 태의원 폐지된다. 그렇게 1909년에는 형벌제도인 관기제도가 폐지된다.

### 치도국의 설치와 도로 건설 시작
1882년 고종 9년 일본을 다녀온 김옥균이 제시하였던 치도국(治道局)이 1906년 4월에 시정 개선이라는 명목 하에 일본흥업은행에서 유치한 1,000원의 차관주를 바탕으로 통감부에 의해서 설치된다. 각 도에는 치도공사소를 설치하고 도로 건설에 착수하였다. 이 시기 도로의 건설은 철도와 항만 또는 대읍(大邑)을 연결하고, 한국 내지의 종관 철도 및 연안 항해를 연결하는 것을 중요한 특징으로 하였다. 조선 쌀의 대일 수출로서 일제의 종관철도정책에 따른 동서연결도로의 건설지역과 일치하고 있었기 때문이다.

### 변호사 제도의 공포
갑오개혁으로 신제의 재판소와 판검사의 관직이 창설되었지만, 변호사직은 탄생하지 못했다. 그리고 1905년 11월 을사조약의 체결과 때를 같이하여 최초의 변호사법이 공포된다. 그렇게 변호사라는 명칭이 소개되고 민사소송당사자나 형사피고인의 위임에 의하여 법원과 같은 공기관에서 변호사가 소송을 진행할 수 있게 된다.

### 유럽 이외의 반문명국의 점령 합리화
청일전쟁 이후 체결된 1895년 시모노세키 조약에 의해 조선은 명실상부한 독립국이 되었다. 그리고 조선은 1876년 일본과 조일수호조규를 체결하며 국제법 체제에 편입되었다. 그런데 상위의 존재를 부정하는 주권국가는 중세의 국제 질서를 파괴한 혁명적인 행위자들이었다. 그래서 야만의 지역은 침탈과 점령의 대상이며 반문명국은 불평등조약으로 연결해 정치적 경제적인 착취의 대상이라고 여겨왔다.
실정법주의는 법을 국가의사인 합법성으로 귀착시키는 법적 태도, 학설, 입장을 말하는데, 이런 법적 태도를 지닌 국제법학은 국가의사 지상주의에 귀착하게 되고, 이 경우 국가란 곧 유럽의 근대국가를 지칭한다. 19세기 유럽 국제법 질서의 특징은 실정법주의, 유럽중심주의, 팽창주의에 입각한 폭력의 규범이었고, 유럽의 공법은 문명국들의 법으로 선전되었다. 유럽 이외의 국가들을 반(半) 문명국이나 야만국으로 간주해 국제법의 주체가 아니고 고작해야 제한된 의미의 주체로 취급하였다. 유럽의 국제법은 19세기에 들어서면서 유럽의 세계 팽창을 합리화하는 법적 도구로 전락하였다.

## 조약의 무효성

### 고종의 무효 선언

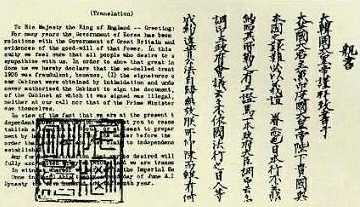
영국에 전달된, 제2차 한일협약이 무효임을 알리는 고종의 친서

이후 대한제국 고종은 본 조약(제2차 한일협약) 체결의 부당함을 국제 사회에 알리려고 노력하였으나, 당시 국제정세의 논리에 따라 고종의 밀서 등은 효과를 얻지 못하였다. 고종의 을사체약 무효선언서는 1906년 1월 29일에 작성된 국서, 1906년 6월 22일에 헐버트 특별위원에게 건넨 친서, 1906년 6월 22일에 프랑스 대통령에게 보낸 친서, 1907년 4월 20일 헤이그 특사 이상설에게 준 고종의 위임장 등이 있다. 하지만 이는 국제적으로 인정받지 못했다.
헤이그 특사 사건 등을 구실로 일본제국은 대한제국의 외교권 박탈, 고종의 폐위 등을 주요 내용으로 하는 제3차 한일협약을 강요하여 체결한다. 이 조약의 체결됨으로써 대한제국은 청나라의 보호국이 아닌 일본제국의 보호국으로 전락했다.

### 대한민국과 일본의 무효 재확인
조약체결 당시부터 국제법학계의 일부 학자들은 을사조약은 무효라는 의견을 제시하였다. 특히 프랑스 국제법학자 레이는 제2차 한일협약 체결 당시 강박(強迫)이 사용된 점과 고종이 그 조약이 불법이고 무효인 점을 밝히기 위해 즉각 항의 외교를 벌인 점을 들어 ‘1905년 조약이 무효’라고 주장했다.
대한민국과 일본이 1965년 한일기본조약에서 을사조약(제2차 한일협약)을 포함하여 대한제국과 일본제국 간에 체결된 모든 조약 및 협정이 이미 무효임을 한 번 더 확인하였다.
정상수 명지대 교수는 을사조약이 무효임을 나타나는 독일어 전보를 발견하였다.

## 같이 보기
- 포츠머스 조약
- 가쓰라-태프트 밀약
- 한국병합시말(韓國併合始末)
- 러일전쟁
- 을사오적
- 헤이그 특사 사건
- 을사의병
- 한일신협약
- 기유각서
- 한일병합조약
- 포츠머스 조약
- 청일전쟁
- 만국공법
- 박정희 정부#을사조약과 한일병합조약을 무효로 인정하는 한일기본조약 체결

## 주해
1. ↑  원문은 〈을사조약〉 - 위키문헌 참조
2. ↑  한일기본조약의 제2조 1910년 8월 22일 및 그 이전에 대한제국과 대일본제국 간에 체결된 모든 조약 및 협정이 이미 무효임을 확인한다.